# Demófilo (filho de Diadromes)
Demófilo (? — 480 a.C.), filho de Diadromes, foi o comandante dos setecentos soldados da Téspia durante a Batalha das Termópilas e permaneceu guardando a passagem até o fim, morrendo junto com os espartanos e os tebanos. Ele foi morto pelos persas durante a batalha, quando os persas foram guiados por Efialtes de Trachis por um caminho que contornava o estreito, o que permitiu ao imenso exército persa surpreender e derrotar o pequeno exército que ele e Leónidas reuniram para combater os persas.